# Подлужье (Коломенский район)

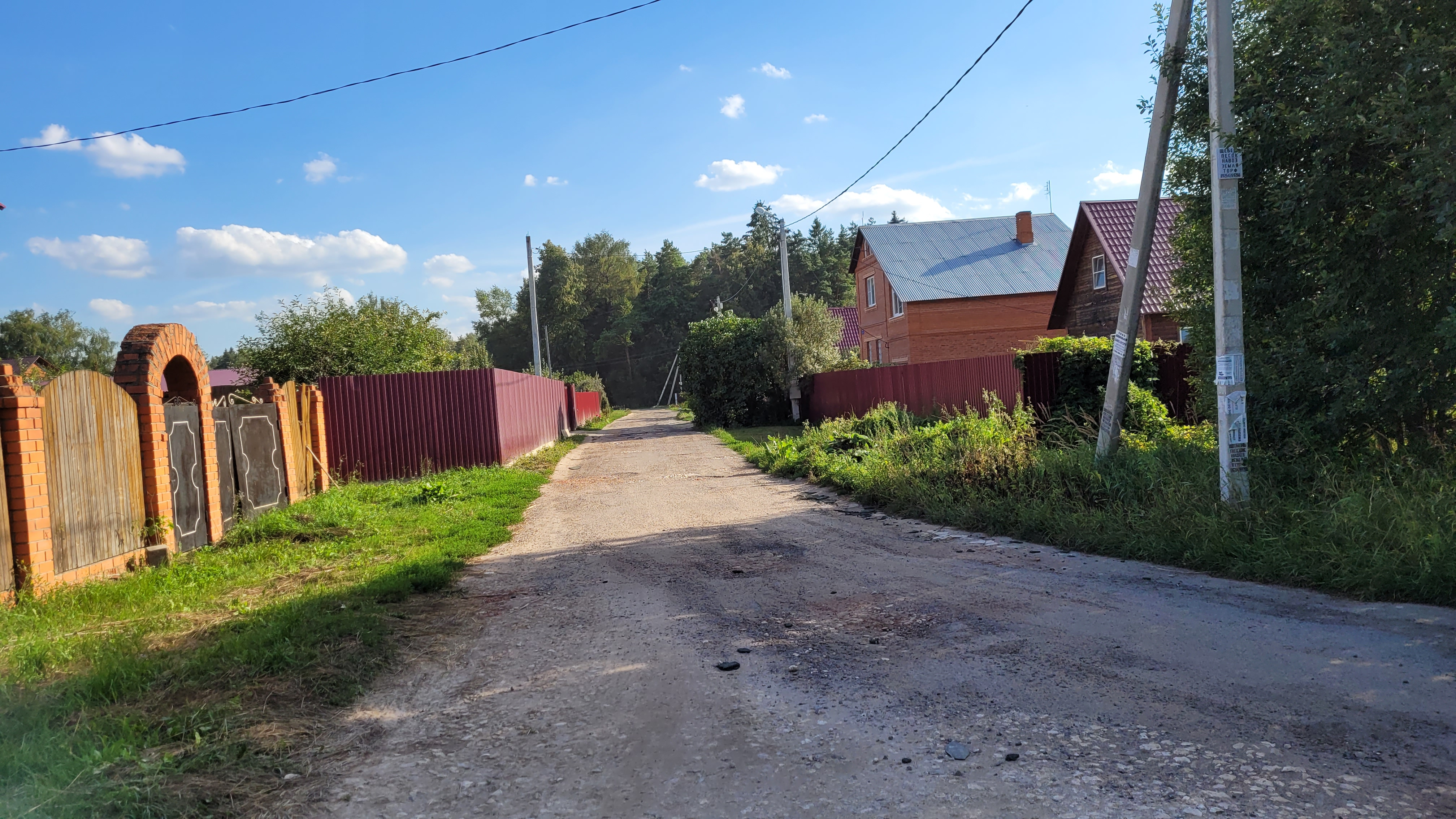
Улица в деревне Подлужье

Подлу́жье — деревня в Коломенском районе Московской области, входит в сельское поселение Радужное. Расположена на правобережье Москвы в её нижнем течении, в 15 км к северу от впадения в Оку. Находится меж сёл Черкизово (к северу) и Северское (к югу).
Население — 133 чел. (2014). До губернской реформы Екатерины II в Коломенском уезде деревня Подлужье относилась к дворцовой волости с центром в селе Черкизово. Ныне в деревне три улицы Луговая, Дачная и Садовая.

## Население
| 2002 | 2006 | 2010 | 2014 |
| ---- | ---- | ---- | ---- |
| 11   | ↗119 | ↘111 | ↗133 |